# Еленевский, Андрей Георгиевич
Андрей Георгиевич Еленевский (15 июня 1928, Москва — 24 августа 2010, там же) — советский и российский ботаник, педагог, специалист в области систематики высших растений, флористики, флорогенетики, ботанической географии и охраны природы. Доктор биологических наук (1976), профессор (1978).

## Биография
Родился 15 июня 1928 года в Москве. Сын Георгия Сергеевича Еленевского.
В 1947 году поступил на биолого-почвенный факультет МГУ им. М. В. Ломоносова, который окончил в 1952 году. Дипломная работа была посвящена изучению горных лугов Южной Осетии. В 1953—1956 годах работал старшим лаборантом в Ботаническом саду МГУ, в 1956—2010 годах — на кафедре ботаники (заведующий в 1987—2007 годах) биолого-химического факультета Московского педагогического государственного университета. 
Во время экспедиции в Армению собрал огромный гербарий, который анализировал в течение 10 лет. В 1965 году защитил кандидатскую диссертацию на тему "Флора Зангезура и некоторые вопросы истории флоры Закавказья". 
В 1975 году защитил докторскую диссертацию на тему "Систематика и география вероник СССР и прилежащих стран".
Научный руководитель 4 докторских (А. С. Зернов, В. И. Радыгина, В. П. Викторов, Ю. И. Буланый) и 16 кандидатских диссертаций.
В его честь названы Astragalus jelenevskyi Sytin, Ranunculus elenevskyi M. V. Sokolova, Salvia elenevskyi Pobed., Thymus elenevskyi Vasjukov.

## Научные работы
Монографии:
- А.Г. Еленевский. Систематика и география вероник СССР и прилежащих стран. — Наука, 1978. — 260 с.
- А.Г. Еленевский, В.И. Радыгина, Ю.И. Буланый. Растения Саратовского Правобережья (конспект флоры). — Саратов, 2000. — 102 с.
- А.Г. Еленевский, В.И. Радыгина, Ю.И. Буланый. Определитель сосудистых растений Саратовской области (Правобережье Волги). — Москва: МПГУ, 2001. — 278 с.
- А.Г. Еленевский, В.И. Радыгина, Н.Н. Чаадаева. Растения Белгородской области (конспект флоры). — Москва, 2004. — С. 120.
- А.Г. Еленевский, В.И. Радыгина. Определитель сосудистых растений Орловской области. —  Орёл: Труд, 1996. — 202 с.
- А.Г. Еленевский, Ю.И. Буланый, В.И. Радыгина. Конспект флоры Саратовской области. — Саратов, 2008. — 232 с.

Учебники и учебные пособия:
- А.Г. Еленевский. Определитель растений Павловской Слободы по вегетативным органам : учебное пособие для студентов биологических факультетов. — Москва, 1969. — 126 с.
- А.Г. Еленевский, А.Е. Васильев, Н.С. Воронин, Т.И. Серебрякова, Н.И. Шорина. Ботаника: Морфология и анатомия растений: Учебное пособие. — Москва: Просвещение, 1988. — 480 с.
- А.Г. Еленевский, М.В. Буланая, Ю.И. Буланый, Л.А. Черепанова. Краткий словарь ботанических терминов. — Саратов, 1993. — 152 с.
- А.Г. Еленевский, М.А. Гуленкова. Биология: Краткий курс: 6-7 класс. — Москва: Дрофа, 1997. — 96 с.
- А.Г. Еленевский, М.В. Буланая, Ю.И. Буланый. Гербарий. Правила сбора, обработки и хранения коллекций растений: Учебно-методическое пособие. — Саратов: Аквариус, 1999. — 52 с.
- А.Г. Еленевский, М.А. Гуленкова. Биология: Растения, бактерии, грибы: Учебник для 6 класса общеобразовательных учебных заведений. — Москва: Дрофа, 1999. — 304 с.
- А.Г. Еленевский, М.П. Соловьёва, В.Н. Тихомиров. Ботаника высших или наземных растений. — Москва: Академия, 2000. — 429 с.
- А.Г. Еленевский, Н.М. Ключникова, Г.А. Купатадзе, С.К. Пятунина, М.П. Соловьева. Практикум по систематике растений и грибов. — Москва: Академия, 2001. — 160 с.
- А.Г. Еленевский, В.П. Викторов, М.А. Гуленкова, Л.Н. Дорохина, А.С. Зернов, Н.И. Шорина. Практикум по анатомии и морфологии растений. — Москва: Академия, 2001. — 176 с.
- А.Г. Еленевский, А.С. Батуев, М.А. Гуленкова. Биология: Большой справочник для школьников и поступающих в вузы. — Москва: Дрофа, 2002. — 668 с.
- А.Г. Еленевский, Т.И. Серебрякова, Н.С. Воронин, Т.Б Батыгина, Н.И. Шорина, Н.П. Савиных. Ботаника с основами фитоценологии: Анатомия и морфология растений. — Москва: Академкнига, 2006. — 543 с.